# Uniformitätsakte
Die Uniformitätsakte (englisch Act of Uniformity) ist ein vom englischen Parlament erlassenes Gesetz. In ihm wurde eine allgemein verbindliche Form des Gottesdienstes innerhalb der Church of England festgelegt. Das Gesetz galt für alle Engländer, Abweichungen wurden bestraft. In der Gründungsphase der anglikanischen Kirche wurden vier Uniformitätsakten beschlossen:
- 1549 unter Eduard VI. wurde das Book of Common Prayer als einzig gültige Agende festgelegt. Es handelte sich um eine Sammlung von Kompromissformeln, die sowohl protestantisch als auch römisch-katholisch ausgelegt werden konnten.
- 1552 unter Eduard VI. wurde das Book of Common Prayer im protestantischen Sinne überarbeitet und erneut gesetzlich verankert.
- 1559 unter Elisabeth I. wurde das Book of Common Prayer im Zuge der Religionsregelung geringfügig korrigiert und wieder eingeführt.
- 1662 unter Karl II. stellte das Gesetz die Alleinherrschaft der anglikanischen Staatskirche nach dem Tod Cromwells wieder her.